# 이근규
이근규(李根圭, 1959년 10월 24일 ~ , 충청북도 제천시)은 대한민국의 정치인이다.

## 학력
- 서울장위국민학교 졸업
- 보성중학교 졸업
- 배재고등학교 졸업
- 1979 ~ 1983 고려대학교 국어국문학, 정치외교학 학사
- 1993 ~ 1995 고려대학교 정책과학대학원 정치학 석사과정 수료

## 경력
- 1981.09 ~ 1982.08 고려대학교 학도호국단 총학생장
- 1984.02 ~ 1989.07 국회 원내총무실 입법보좌관
- 1990.11 ~ 1992.12 SBS 기획단 차장
- 1993.12 ~ 1995.11 한중문화협회 총무이사
- 1994.07 ~ 1996.07 한국구족(口足)화가협회 후원회장
- 2000. 새천년민주당 충청북도 지부 제천시·단양군 지구당위원장
- 2004.09 ~ 2007.09 인터넷교육방송국 (주)지캐스트 CMO
- 2004.12 ~ 2014.07 한국청소년운동연합 총재
- 2005.03 ~ 푸른별포럼 상임대표
- 2005.09 ~ 2011.09 제천청소년문화의집 대표
- 2006.04 ~ 2007.03 바르게살기운동중앙협의회 상임부회장
- 2007.08 대한족구연맹 자문위원
- 2007.11 사랑실은교통봉사대 특별자문위원
- 2008.07 미래한국헌법연구회 자문위원
- 2008.06 제천시 지역자율방재단 고문
- 2010.01 한반도미래재단 이사
- 2011.06 제천시 6.25참전국가유공자회 후원회장
- 2012.12 제천시 모범운전자회 자문위원
- 2013.03 충북농아인회 제천시지부 고문
- 2014.06 제천시 자율방범연합회 고문
- 2014.07 ~ 2018.06 제천시체육회 회장
- 2014.07 ~ 2018.06 제천국제음악영화제 조직위원장
- 2014.07 ~ 2018.06 (사)문화예술위원회 이사장
- 2014.07 ~ 2018.06 (사)청풍영상위원회 이사장
- 2014.07 ~ 2018.06 제천시인재육성재단 이사장
- 2015.09 ~ 2018.06 대한민국 의병도시협의회 회장
- 2017.01 ~ 2018.06 전국평생학습도시협의회 회장
- 2018.02 대통령 산하 화재안전대책TF 위원
- 2014.07 ~ 2018.06 민선 6기 충청북도 제천시장
- 2024.01 ~ : 새로운미래 합류
- 2024.01: 새로운미래 충청북도당위원장
- 2024.04 ~ 2024.07: 새로운미래 사무총장 겸 비상대책위원
- 2024.05 ~ 2024.09 : 새로운미래 충청북도당 제천시·단양군 지역위원회 위원장
- 2024.07 ~ 2024.09 : 새로운미래 책임위원
- 2024.08 ~ : 새로운미래→새미래민주당 남북고속철도추진특별위원회 위원장
- 2024.09 ~ : 새미래민주당 최고위원
- 2024.09 ~ : 새미래민주당 충청북도당 제천시·단양군 지역위원회 위원장

## 범죄전력

### 선거구민에게 교통편의 음식물 제공
16대 국회의원 선거의 후보자였던 이근규는 선거1년 전, 당원연수교육행사에 참석한 당원들이 참가비를 누락하여 선거구민에게 750만원 상당의 교통편의 및 음식물을 제공하는 결과가 되었다.
공직선거및선거부정방지법위반 혐의로 구속 기소된 이근규는 2000년 6월 9일 징역 10월, 집행유예 2년을 선고받았다.
2005년 8월 사면복권되었다.

### 호별 방문 선거운동
이근규는 지방선거를 앞둔 2014년 5월, 제천시청 각 실·과를 돌며 직원들에게 지지를 호소해 호별 방문행위를 금지한 공직선거법을 위반하였다.
2015년 9월 10일 대법원 2부는 공직선거법 위반 혐의로 벌금 80만원을 선고한 원심을 확정했다.

## 역대 선거결과
|  | 5.35% |

|  | 24.21% |

|  | 20.63% |

|  | 49.25% |

|  | 4.24% |